# Wakeley, New South Wales
Wakeley este o suburbie în Sydney, Australia.